# Eliahu Toker
Eliahu Toker (* 1934 in Once, Balvanera; † 3. November 2010 in Buenos Aires) war ein argentinischer Schriftsteller und Übersetzer.
Toker studierte an der Universidad de Buenos Aires im Hauptfach Architektur und konnte dieses Studium auch erfolgreich abschließen. Den Beruf des Architekten übte er bis 1982 aus und widmete sich ab dieser Zeit ausschließlich seinem literarischen Schaffen.
Toker begann schon während seines Studiums jiddische Autoren zu übersetzen und hatte sich mit den Jahren auch als Übersetzer einen hervorragenden Ruf erarbeitet. Neben seinen Übersetzungen, u. a. von Werken Jacob Glatsteins, Jizchak Katzenelsons, H. Leivicks und Abraham Sutzkevers, fungierte er auch als Herausgeber von Alberto Gerchunoff, Carlos Grünberg und César Tiempo.

## Werke (Auswahl)
Lyrik
- Piedra de par en par. Poemas 1957-1972.
- Homenaje a Abraxas. Poemas 1974-1980.
- Papá, Mamá y otras ciudades. Poemas 1980-1988.
- La ferocidad de los jazmines. Poemas 1997-2001.

Humoristisches
- Del Edén al diván. Humor judío. 1990 (zusammen mit Patricia Finzi und Moacyr Scliar).
- La felicidad no es todo en la vida y otros chistes judíos. 2001.
- ¿Reír en el país de ídish. 2006.
- La picardías de Hérshele. 1989.

Sachbücher
- Un diferente y su diferencia. Vida y obra de Carlos M. Grünberg. 1999.
- En el espejo de la lengua ídish. Selección de textos argentinos. 2006.
- La letra ídish en tierra argentina. Bibliografía de sus autores literarios. 2004.
- Nietos y abuelos. Un intenso vínculo. 2007.